# Setmana Catalana de 1984
La Setmana Catalana de 1984, va ser la 21a edició de la Setmana Catalana de Ciclisme. Es disputà en 7 etapes del 19 al 23 de març de 1984. El vencedor final fou l'australià Phil Anderson de l'equip Panasonic-Raleigh per davant de Raimund Dietzen i Eduardo Chozas.
Aquesta edició va tenir la participació de 4 equips estrangers. Josep Recio prengué el lideratge a la primera contrarellotge a Olesa de Montserrat i el va poder mantenir fins a la segona a Argentona. Anderson amb la seva victòria d'etapa, assolia el triomf final, en una classificació final molt ajustada on els 10 primers van estar amb una diferència d'un minut i mig.

## Etapes
| Etapa  | Data       | Ciutats d'etapa                                 | km    | Vencedor de l'etapa     | Líder de la general |
| ------ | ---------- | ----------------------------------------------- | ----- | ----------------------- | ------------------- |
| Pròleg | 19 de març | Olesa de Montserrat – Olesa de Montserrat (CRI) | 2,6   | Josep Recio (ESP)       | Josep Recio (ESP)   |
| 1a     | 19 de març | Olesa de Montserrat – Girona                    | 128,0 | Jaume Vilamajó (ESP)    | Josep Recio (ESP)   |
| 2a     | 20 de març | Girona – Andorra la Vella ( Andorra)            | 238,0 | Felipe Yáñez (ESP)      | Josep Recio (ESP)   |
| 3a     | 21 de març | Andorra la Vella ( Andorra) – Lleida            | 160,0 | Alfonso Gutiérrez (ESP) | Josep Recio (ESP)   |
| 4a A   | 22 de març | Mollerussa - Santa Coloma de Gramenet           | 148,0 | Sabino Angoitia (ESP)   | Josep Recio (ESP)   |
| 4a B   | 22 de març | Vilanova del Vallès - Argentona (CRI)           | 21,0  | Phil Anderson (AUS)     | Phil Anderson (AUS) |
| 5a     | 23 de març | Barcelona - Sabadell                            | 179,0 | Ronny van Holen (BEL)   | Phil Anderson (AUS) |

### Pròleg[1]
19-03-1984: Olesa de Montserrat (CRI), 2,6 km.:
|   | Ciclista                  | Equip | Temps  |
| - | ------------------------- | ----- | ------ |
| 1 | Josep Recio (ESP)         | Kelme | 3' 03" |
| 2 | Jesús Blanco Villar (ESP) | Teka  | + 1"   |
| 3 | Raimund Dietzen (RFA)     | Teka  | + 3"   |

### 1a etapa[1]
19-03-1984: Santa Coloma de Gramenet – Girona, 115,0 km.
|   | Ciclista             | Equip             | Temps      |
| - | -------------------- | ----------------- | ---------- |
| 1 | Jaume Vilamajó (ESP) | Reynolds          | 3h 10' 53" |
| 2 | Phil Anderson (AUS)  | Panasonic-Raleigh | + 1"       |
| 3 | Werner Devos (BEL)   | Safir-Van de Ven  | m. t.      |

### 2a etapa[2]
20-03-1984: Girona – Andorra la Vella, 238,0 km.:
|   | Ciclista                       | Equip        | Temps      |
| - | ------------------------------ | ------------ | ---------- |
| 1 | Felipe Yáñez (ESP)             | Orbea-Danena | 6h 46' 26" |
| 2 | Vicent Belda (ESP)             | Kelme        | + 1"       |
| 3 | Alberto Fernández Blanco (ESP) | Zor-Gemeaz   | m. t.      |

### 3a etapa[3]
21-03-1984: Andorra la Vella – Lleida, 160,0 km.:
|   | Ciclista                | Equip             | Temps      |
| - | ----------------------- | ----------------- | ---------- |
| 1 | Alfonso Gutiérrez (ESP) | Teka              | 4h 20' 31" |
| 2 | Phil Anderson (AUS)     | Panasonic-Raleigh | m. t.      |
| 3 | Yvon Bertin (FRA)       | Dormilón          | m. t.      |

### 4a etapa A[4]
22-03-1984: Mollerussa - Santa Coloma de Gramenet, 148,0 km.:
|   | Ciclista              | Equip             | Temps      |
| - | --------------------- | ----------------- | ---------- |
| 1 | Sabino Angoitia (ESP) | Hueso-Motta       | 3h 55' 33" |
| 2 | Phil Anderson (AUS)   | Panasonic-Raleigh | m. t.      |
| 3 | Yvon Bertin (FRA)     | Dormilón          | m. t.      |

### 4a etapa B[4]
22-03-1984: Vilanova del Vallès - Argentona (CRI), 21,0 km.:
|   | Ciclista              | Equip             | Temps   |
| - | --------------------- | ----------------- | ------- |
| 1 | Phil Anderson (AUS)   | Panasonic-Raleigh | 30' 13" |
| 2 | Raimund Dietzen (RFA) | Teka              | + 27"   |
| 3 | Eduardo Chozas (ESP)  | Zor-Gemeaz        | + 28"   |

### 5a etapa[5]
23-03-1984: Barcelona - Sabadell, 179,0 km.:
|   | Ciclista                  | Equip            | Temps      |
| - | ------------------------- | ---------------- | ---------- |
| 1 | Ronny van Holen (BEL)     | Safir-Van de Ven | 4h 52' 26" |
| 2 | Peio Ruiz Cabestany (ESP) | Orbea-Danena     | + 11"      |
| 3 | Josep Recio (ESP)         | Kelme            | m. t.      |

## Classificació General
|    | Ciclista                       | Equip             | Punts       |
| -- | ------------------------------ | ----------------- | ----------- |
| 1  | Phil Anderson (AUS)            | Panasonic-Raleigh | 23h 39' 33" |
| 2  | Raimund Dietzen (RFA)          | Teka              | + 27"       |
| 3  | Eduardo Chozas (ESP)           | Zor-Gemeaz        | + 28"       |
| 4  | Josep Recio (ESP)              | Kelme             | + 30"       |
| 5  | Alberto Fernández Blanco (ESP) | Zor-Gemeaz        | + 40"       |
| 6  | Vicent Belda (ESP)             | Kelme             | + 1' 08"    |
| 7  | Faustino Rupérez (ESP)         | Zor-Gemeaz        | + 1' 09"    |
| 8  | Josep Lluís Laguía (ESP)       | Reynolds          | + 1' 13"    |
| 9  | Felipe Yáñez (ESP)             | Orbea-Danena      | + 1' 22"    |
| 10 | Jaume Vilamajó (ESP)           | Reynolds          | + 1' 37"    |